# Ромашёв, Николай Иванович

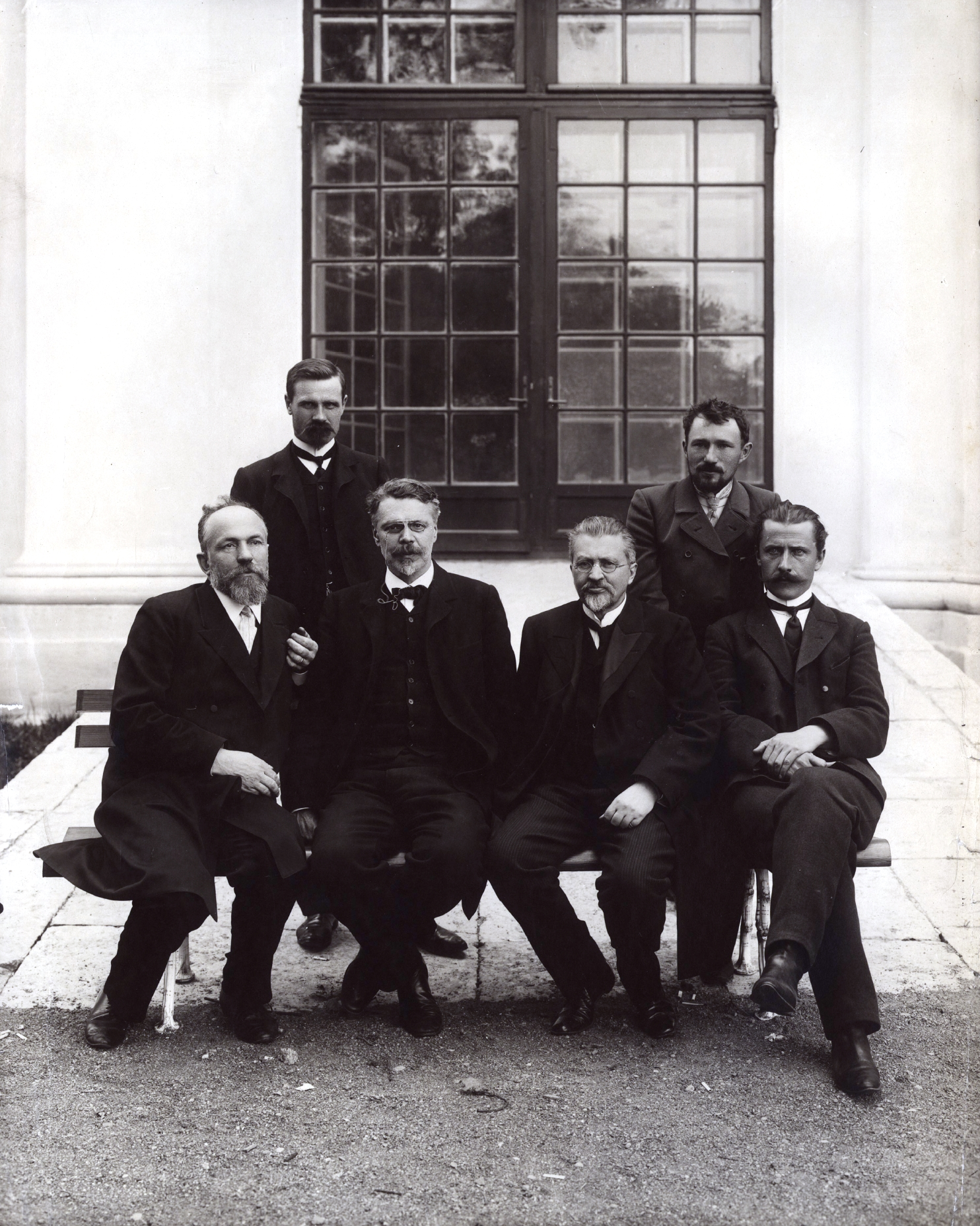
Депутаты I Государственной Думы от Тверской губернии (сидят слева направо) А. С. Медведев, Ф. И. Родичев, И. И. Петрункевич, М. И. Масленников, (стоят слева направо) В. Е. Карандашев, Н. И. Ромашёв

Николай Иванович Ромашёв (вариант Ромашов) (1869, с. Талицы Талицкой волости Осташковского уезда Тверской губернии — ?) — крестьянин, депутат Государственной думы I созыва от Тверской губернии.

## Биография
Крестьянин села Талицы Осташковского уезда Тверской губернии. Окончил сельскую школу, затем 4 класса гимназии. Занимался в деревне сельским хозяйством, вёл торговлю лесом. Был избран земским гласным, но не был утверждён. Член Партии Народной свободы.
26 марта 1906 года был избран в Государственную думу I созыва от общего состава выборщиков Тверского губернского избирательного собрания. Входил в Конституционно-демократическую фракцию. Подписал законопроекты «О гражданском равенстве» и «О собраниях».
10 июля 1906 года подписал «Выборгское воззвание» и был впоследствии осуждён по ст. 129, ч. 1, п. п. 51 и 3 Уголовного Уложения, приговорен к 3 месяцам тюрьмы и лишён права быть избранным.
Дальнейшая судьба неизвестна.